# Thierry Debels
Thierry Debels (Brugge, 1968) is een Vlaamse econoom, freelance onderzoeksjournalist en auteur van hoofdzakelijk non-fictie boeken over financiële onderwerpen en de Belgische dynastie.

## Loopbaan
Hij is master bedrijfseconomie gespecialiseerd in financiële economie. Hij werkte als beleggingsadviseur bij ING België, als wetenschappelijk medewerker aan de Money & Finance Research Group (VUB) en als docent bank- en beurswezen aan de Katholieke Hogeschool Leuven. Ook werkte hij een jaar in de studiedienst van Lijst Dedecker, de politieke partij van Jean-Marie Dedecker. Over die periode schreef hij in 2009 Mijn jaar bij Jean-Marie Dedecker. Hij was winnaar in de beurswedstrijd 'Strijd der Strategen' editie 2008 georganiseerd door dagblad De Tijd.
Sinds 2002 schrijft Debels vooral boeken over financieel-economische onderwerpen zoals beleggingen en de kredietcrisis van 2007. Zo publiceerde hij onder meer "Emotionele intelligentie op de beurs", "Groot lexicon van de beuzelarijen op de beurs", "De belegger ont(k)leed", "Beter beleggen in 6 praktische stappen" en "De ondergang van Fortis".
Debels schrijft ook regelmatig kritische artikelen in het Vlaams-radicale weekblad 't Pallieterke. In december 2016 was Debels betrokken bij het opstarten en de redactie van de nieuwswebsite 'SCEPTR.net'.
In 2017 waagt Debels zich voor het eerst aan het schrijven van fictie, met name Kamabea, een politiek niet correcte roman over het Belgische koloniale verleden in Congo. Het boek is een eerbetoon aan zijn naar eigen zeggen altruïstische koloniale grootouders in het dorpje Kamabea in de jaren '30 en '40.
Sinds begin 2020 schrijft Thierry Debels financiële artikels en opiniestukken over allerlei onderwerpen voor PNWS, de digitale opvolger van het ter ziele gegane P-Magazine. Zijn artikels vertolken voornamelijk zijn conservatieve en rechtse opvattingen. 

## Over liefdadigheidsorganisaties
In 2007 schreef Debels het boek "Hoe goed is het goede doel?" met als ondertitel 100 euro in de collectebus van 11.11.11. levert slechts 1 euro in het Zuiden op waarin hij bedenkingen uit bij de hoge en weinig transparante loonkosten, de hoge winsten en een aantal mislukte projecten die al dan niet het gevolg zijn van fraude of bedrog.
Verschillende vzw's betwisten de inhoud van het boek en spanden een rechtszaak in. Het boek werd in november 2008 door Boek.be geweerd op de Boekenbeurs van Antwerpen. Het boek leidde later tot een veroordeling voor laster.

## Royalty-watcher
Vanaf 2010 ontpopte Debels zich tot royalty-watcher (koningshuisdeskundige), gespecialiseerd in het leven en het financiële vermogen van de leden van de Belgische koninklijke familie. Zo schreef hij biografieën over Koning Boudewijn, Prins Filip en Prins Laurent. In 2010 verscheen Koning Boudewijn:een biografie. Het boek werd in het Frans vertaald door Editions Jourdan. Vervolgens publiceerde hij Het verloren geld van de Coburgs, met een Franse vertaling onder de titel 'L'argent de nos rois', opnieuw bij Editions Jourdan. Eind maart 2012 verscheen het boek 'Prins Laurent, rebel met een reden' bij Houtekiet. Eind februari 2013 verscheen het boek 'Kroongeheimen' bij Manteau (WPG).

## Publicaties

### financieel-economische thema's
- Emotionele intelligentie op de beurs: behavioral finance in 50 praktische tips, of hoe de resultaten van uw beleggingsportefeuille drastisch verbeteren, (met Piet De Moor), 2002
- Waarom beleggers de verkeerde fondsen kopen, Roularta Media Group, 2003
- Groot lexicon van de beuzelarijen op de beurs, Roularta Media Group, 2004
- De emotionele belegger ont(k)leed, een benadering vanuit de neuro-economie, Garant, 2005, 136 p.
- Zes geheimen voor financieel succes: 50 praktische tips (met W. Dalemans), Roularta Books, 2006
- Beter beleggen in zes praktische stappen. De kern-satellietbenadering, Garant Uitgevers, 2006, 173 p.
- Behavioral finance. Motivatiepsychologie van de belegger, Garant, 2006, 280p.
- Economische verklarend woordenboek, Garant Uitgevers, 2007, 350 p.
- Hoe goed is het goede doel, Uitgeverij Borgerhoff & Lambrigts, 2007
- Encyclopedie van Fraude, Zwendel en Bedrog, Van Halewijck, 327 p., 2007
- Wat de belegger zeker moet weten, Tien dingen die je zeker moet weten voor je belegt, Roularta Media Group, 2007
- Vrouwen, mannen en geld, Roularta Media Group, 2008
- De ondergang van Fortis: necrologie van een Belgisch Nederlands experiment, Houtekiet / Atlas Contact, 2009, 183 p.
- 50 praktische vragen over beleggen, Roularta Media Group, 2008
- De kredietcrisis doorgelicht: 50 actuele vragen over sparen en beleggen, Houtekiet / Pandora Pockets, 2009

### Belgische koninklijke familie
- Koning Boudewijn: een biografie, Houtekiet, 2010
- Het verloren geld van de Coburgs, 50 ondeugende dubbelportretten, Houtekiet, 2010, 151 p.
- L’Argent de nos Rois, La face cachée de leur fortune et de leurs dépenses, 2011, Editions Jourdan, 210 p.
- Baudouin, biographie: La vraie vie du cinquième Roi des Belges, Jourdan Editions, 2011, 480 p.
- Prins Laurent: rebel met een reden, Houtekiet, 2011
- Filip I: zoon van Boudewijn, Uitgeverij Pelckmans, 2013, 224 p.
- Kroongeheimen: waarheid en leugens over het Belgische koningshuis, Manteau/WPG Uitgevers België, 2013
- Vorstelijk vermogen: het fabuleuze fortuin van de Belgische royals, Uitgeverij Pelckmans, 2014, 253p.

### overige
- Mijn jaar bij Jean-Marie Dedecker, Houtekiet, 2009, 207 p.
- De rinkelende kassa van de Vlaamse popmuziek: de top 100 van rijkste Vlaamse zangers, Houtekiet, 2011, 311p.
- Circus Media: over nepnieuws, politieke correctheid en mediamanipulatie, Uitgeverij Polemos, 2017, 160 p.
- Kamabea, Uitgeverij Polemos, 2018, 128 p.

- Bibliothèque nationale de France: cb16575749s (data)
- Gemeinsame Normdatei: 138975930
- International Standard Name Identifier: 0000 0001 3988 2678
- Library of Congress Control Number: nb2009027009
- Nederlandse Thesaurus van Auteursnamen: 174323700
- Système universitaire de documentation: 168651610
- Virtual International Authority File: 193077346
- WorldCat: E39PBJjCRBhcQRJKR3hDW68cT3